# يو إف سي ليلة القتال: داريوش ضد تساروكيان
يو إف سي ليلة القتال: داريوش ضد تساروكيان (بالإنجليزية: UFC on ESPN: Dariush vs. Tsarukyan)‏ يُعرف أيضًا باسم يو إف سي على إي إس بي إن 52 هو حدث لفنون القتال المختلطة ستُنظمته يو إف سي، وسيُقام في 2 ديسمبر 2023، على مودي سنتر في أوستن، تكساس، الولايات المتحدة.